# Handballworld
Koordinaten: 47° 27′ 49,5″ N, 8° 19′ 34,6″ O; CH1903: 666926 / 257375
handballworld ist ein Schweizer Handballmagazin, welches jeden zweiten Monat erscheint. Handballworld ist das einzige Handballmagazin der Schweiz.

## Geschichte
Handballworld wurde das erste Mal im Jahr 1988 unter dem Namen Handball publiziert. Handball wurde bis ins Jahr 2009 von der Makoli AG publiziert.
Seit 2009 heisst das Magazin handballworld und wird vom gleichnamigen Verlag Handballworld AG veröffentlicht.

## Format
Das Magazin wird im DIN-A4-Format (210 × 297 mm) gedruckt. Es hat einen Umfang von 82 bis 100 Seiten.

## Swiss Handball Awards
Seit 2007 werden jährlich von handballworld die Swiss Handball Awards verliehen. Die meisten Awards haben bislang die Kadetten Schaffhausen mit 17 Auszeichnungen erhalten. Bei den Spielern haben Andy Schmid mit 7 und Azra Mustafoska mit 4 die meisten Awards erhalten.